# Ginutis
Ginutis ist ein litauischer männlicher Vorname, abgeleitet von gin- (ginti) + as, Verniedlichungsform von Ginas. Die weibliche Form ist Ginutė.

## Namensträger
- Ginutis Dainius Voveris (* 1944),  Diplomat, Botschafter